# Chaerilus
Chaerilus  (лат.) — род скорпионов из семейства Chaerilidae. Единственный современный род этого семейства. Встречаются в Южной и Юго-Восточной Азии. Шпоры на голенях ног отсутствуют. 35 видов. Вид Chaerilus tichyi достигает 75 мм в длину. В 2004 году из бирманского мелового янтаря был описан близкий ископаемый представитель Electrochaerilus buckleyi.

## Виды
- Chaerilus agilis Pocock, 1899 — Малайзия
- Chaerilus andamanensis Lourenço, Duhem & Leguin, 2011 — Андаманские острова (Индия)[2]
- Chaerilus annapurna Lourenço & Duhem, 2010 — Непал[3]
- Chaerilus assamensis Kraepelin, 1913
- Chaerilus borneensis Simon, 1880 — Индонезия[4]
- Chaerilus cavernicola Pocock, 1894
- Chaerilus celebensis Pocock, 1894
- Chaerilus ceylonensis  Pocock, 1894 — Шри-Ланка
- Chaerilus chapmani  Vachon & Lourenço, 1985
- Chaerilus conchiformus  Zhu, Han & Lourenço, 2008 — Китай[5]
- Chaerilus dibangvalleycus  Bastawade, 2006
- Chaerilus insignis  Pocock, 1894
- Chaerilus julietteae  Lourenço, 2011 — Вьетнам[2]
- Chaerilus laevimanus  Pocock, 1899
- Chaerilus laoticus  Lourenço & Zhu, 2008 — Лаос
- Chaerilus lehtrarensis  Khatoon, 1999
- Chaerilus mainlingensis  Di & Zhu, 2009 — Китай
- Chaerilus petrzelkai  Kovarik, 2000 — Вьетнам
- Chaerilus ojangureni  Kovarik, 2005
- Chaerilus philippinus  Lourenço & Ythier, 2008 — Филиппины
- Chaerilus pictus  (Pocock, 1890)
- Chaerilus rectimanus  Pocock, 1899 — Малайзия
- Chaerilus robinsoni  Hirst, 1911 — Малайзия
- Chaerilus sabinae  Lourenço, 1995 — Индонезия
- Chaerilus sejnai  Kovarik, 2005
- Chaerilus spinatus  Lourenço & Duhem, 2010 — Индонезия[6]
- Chaerilus telnovi  Lourenço, 2009 — Индонезия
- Chaerilus tessellatus  Qi, Zhu & Lourenço, 2005
- Chaerilus thai  Lourenço, Sun & Zhu, 2010 [2]
- Chaerilus tichyi  Kovarik, 2000
- Chaerilus tricostatus  Pocock, 1899
- Chaerilus truncatus  Karsch, 1879
- Chaerilus tryznai Kovarik, 2000
- Chaerilus variegatus Simon, 1877
- Chaerilus vietnamicus Lourenço & Zhu, 2008 — Вьетнам